# Robor
Dans la religion gallo-romaine, Robor ou Robur ou Roboris était un dieu invoqué aux côtés du genius loci sur une seule inscription trouvée à Angoulême.